# Xilian (sockenhuvudort i Kina, Hunan Sheng, lat 29,68, long 110,73)
Xilian (kinesiska: 西莲, 西莲乡) är en sockenhuvudort i Kina. Den ligger i provinsen Hunan, i den södra delen av landet, omkring 270 kilometer nordväst om provinshuvudstaden Changsha. Antalet invånare är 4 641. Befolkningen består av 2 170 kvinnor och 2 471 män. Barn under 15 år utgör 15,0 %, vuxna 15-64 år 70 %, och äldre över 65 år 13,0 %.
Runt Xilian är det ganska tätbefolkat, med 166 invånare per kvadratkilometer. Närmaste större samhälle är Jiangya, 19,7 km söder om Xilian. I omgivningarna runt Xilian växer i huvudsak blandskog.
Genomsnittlig årsnederbörd är 1 698 millimeter. Den regnigaste månaden är september, med i genomsnitt 277 mm nederbörd, och den torraste är december, med 17 mm nederbörd.